# Sinclair Service Station (Floride)
Pour les articles homonymes, voir Sinclair Service Station.
La Sinclair Service Station est une station-service à Spring Hill, dans le comté de Hernando, en Floride, dans le sud-est des États-Unis. Construite en forme de dinosaure, elle est inscrite au Registre national des lieux historiques depuis le 27 juillet 2020.